# Jonas Valančiūnas

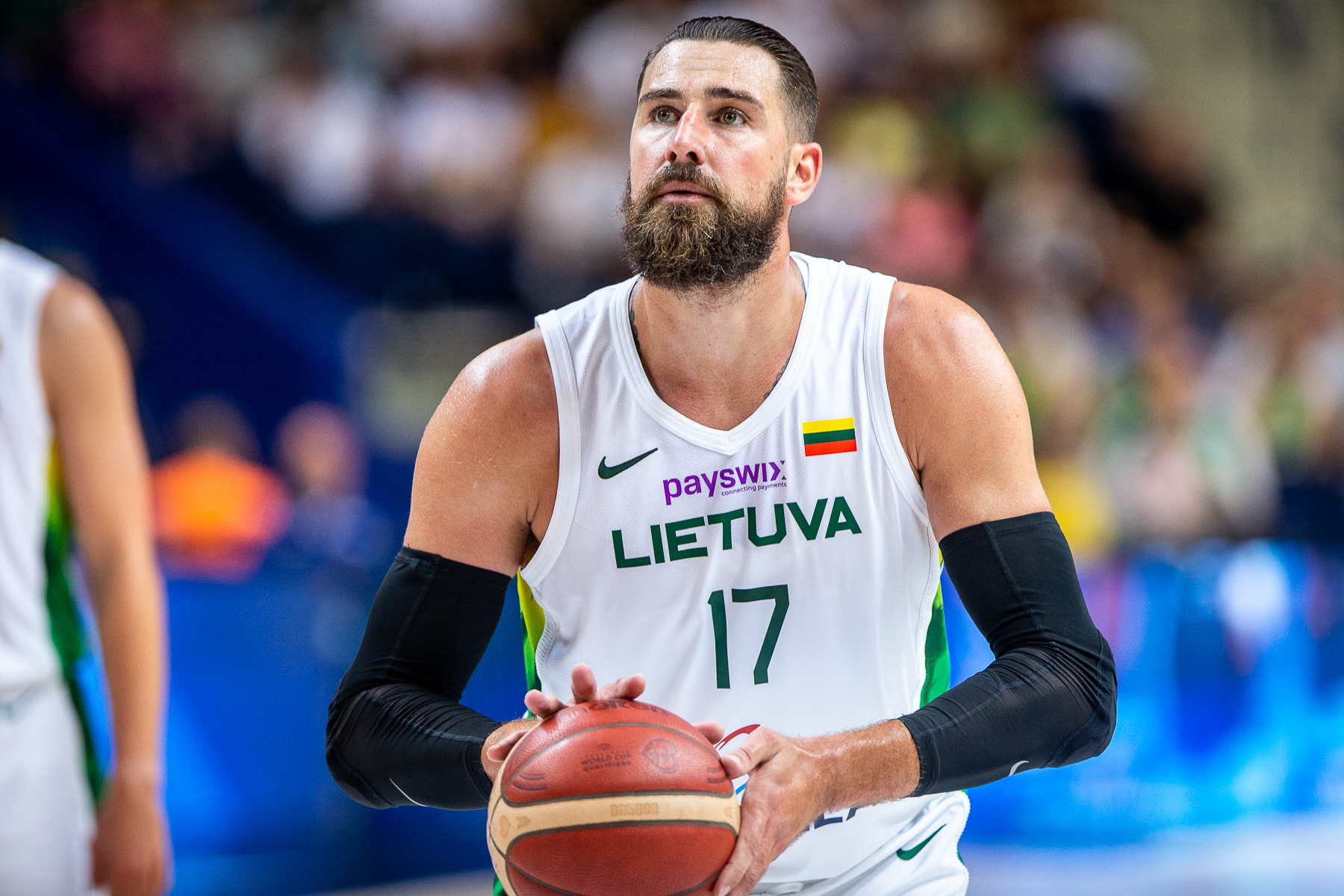
Jonas Valančiūnas, 2022.

Jonas Valančiūnas, född 6 maj 1992 i Utena, är en litauisk professionell basketspelare (C) som spelar för Denver Nuggets i National Basketball Association (NBA). Han har tidigare spelat för Toronto Raptors, Memphis Grizzlies, New Orleans Pelicans, Washington Wizards och Sacramento Kings.
Valančiūnas vann silvermedalj vid 2013 och 2015 års europamästerskapet i basket för herrar.
Han draftades av Toronto Raptors i första rundan i 2011 års draft som femte spelare totalt.